# Scottsdale
Scottsdale er en amerikansk by, der ligger i Maricopa County i delstaten Arizona. Scottsdale var sidst i 1800-tallet en beboet diligencestation. I dag er stedet forstad til Phoenix (den er sammenvokset med hovedstaden) og er et populær vinterbesøgsområde og kunstcenter. Den vigtigste indtægtskilde er produktion af elektronisk udstyr og tøj.